# Lewis E. Jones
Lewis Edgar Jones född 1865, död 1936, KFUM-sekreterare i USA. Författare till mer än 1000 sånger, tonsättare.

## Sånger
- Vill du från syndernas börda bli fri?